# 済生会松阪総合病院
済生会松阪総合病院（さいせいかいまつさかそうごうびょういん）は三重県松阪市にある社会福祉法人恩賜財団済生会支部三重県済生会が運営する病院。地域医療支援病院の承認を受ける。2024年5月時点、三重県選挙管理委員会より、不在者投票のできる施設の一つとして指定されている。

## 沿革
- 1937年（昭和12年）1月26日 - 恩賜財団済生会松阪病院開設、病床数18床（一般18）[2]
- 1946年（昭和21年）11月9日 - 生活保護法による、医療保護施設として認可[2]
- 1947年（昭和22年）4月1日 - 県庁より民営として、事務移管[2]
- 1949年（昭和24年）6月25日 - 一般病床10床増加、病床数28床（一般28）[2]
- 1950年（昭和25年）12月28日 - 生活保護法による、指定医療機関[2]
- 1951年（昭和26年）6月20日 - 結核東病棟完成、結核病床32床増加、病床数60床（一般28、結核32）[2]
- 1951年（昭和26年）8月1日 - 公的医療機関に指定[2]
- 1952年（昭和27年）5月20日 - 病床数60床許可[2]
- 1956年（昭和31年）5月31日 - 結核西病棟完成、結核病床50床増加、病床数110床（一般28、結核82）[2]
- 1956年（昭和31年）7月1日 - 病床数110床許可[2]
- 1958年（昭和33年）1月15日 - 旧木造2階建本館及び一部外来施設・役宅等移築、撤去[2]
- 1958年（昭和33年）10月1日 - 基準看護・基準給食・基準寝具承認[2]
- 1958年（昭和33年）11月27日 - 第1診療棟（本館）完成[2]
- 1959年（昭和34年）2月3日 - 一般病床90床、結核病床24床増加、病床数224床（一般118、結核106）許可[2]
- 1960年（昭和35年）4月20日 - 一般病床10床増加、病床数234床（一般128、結核106）許可[2]
- 1960年（昭和35年）12月5日 - 旧木造平屋建一般病棟（3棟）および結核東病棟を撤去[2]
- 1961年（昭和36年）11月10日 - 第2診療棟完成[2]
- 1962年（昭和37年）1月25日 - 総合病院の承認[2]
- 1963年（昭和38年）1月23日 - 一般病床63床増加、結核病床30床廃止、病床数267床（一般191、結核76）許可[2]
- 1966年（昭和41年）3月10日 - 結核西病棟を撤去[2]
- 1966年（昭和41年）5月27日 - 救急病院告示指定[2]
- 1967年（昭和42年）8月15日 - 一般病床33床増加、病床数300床（一般224、結核76）[2]
- 1967年（昭和42年）12月1日 - 第3診療棟完成、病床数300床許可[2]
- 1971年（昭和46年）9月10日 - 特殊放射線治療棟完成、がん治療センター認可、自動車事故後遺障害認定病院指定[2]
- 1973年（昭和48年）1月31日 - 一般病床50床増加、病床数350床（一般274、結核76）許可[2]
- 1975年（昭和50年）4月1日 - 一般病床26床増加、結核病床26床廃止、病床数350床（一般300、結核50）許可[2]
- 1977年（昭和52年）12月22日 - 救急医療センター（ICU・CCU）、およびリハビリテーションセンター、中央検査室拡張増改築工事完成、一般病床28床（ICU6床・CCU2床）増加、病床数378床許可（一般328、結核50）[2]
- 1978年（昭和53年）6月1日 - 基準看護特2類承認[2]
- 1978年（昭和53年）11月21日 - 結核病床（50床）を全廃し、一般病床へ変更。病床数378床許可（一般378）[2]
- 1981年（昭和56年）5月1日 - 二次救急実施、当院輪番制救急当番日1、5、8日[2]
- 1982年（昭和57年）6月9日 - 人工透析実施（20床）[2]
- 1986年（昭和61年）3月31日 - 第1診療棟増築工事完成[2]
- 1990年（平成2年）11月30日 - 新放射線棟完成[2]
- 1992年（平成4年）4月1日 - 一般病床52床増加、病床数430床（一般430）許可[2]
- 1993年（平成5年）3月31日 - 立体駐車場完成（収容340台）[2]
- 1993年（平成5年）8月1日 - 基準看護特3類承認[2]
- 1994年（平成6年）4月1日 - 厚生省臨床研修指定病院の許可を得る[2]
- 1994年（平成6年）10月1日 - 新看護体系制（2.5:1A）承認[2]
- 1995年（平成7年）11月30日 - 第2診療棟増築工事完成[2]
- 1996年（平成8年）12月24日 - 第2期増築工事完成[2]
- 1997年（平成9年）3月31日 - 第3期改築工事完成[2]
- 2000年（平成12年）5月15日 - 日本医療機能評価機構、一般病院種別Bの認定を取得
- 2005年（平成17年）5月9日 - みえPETがん診断センター開設
- 2008年（平成20年）4月1日 - 入院医療費の算定にDPC（診断群分類包括評価）を導入
- 2009年（平成21年）7月14日 - 地域医療支援病院の承認を受ける
- 2012年（平成24年）2月3日 - 三重県の災害拠点病院に指定される[3][4]

## 診療科
- 内科 - 1937年（昭和12年）1月26日新設
- 外科 - 1937年（昭和12年）1月26日新設
- 整形外科 - 1959年（昭和34年）2月3日新設
- 産婦人科 - 1948年（昭和23年）10月2日新設
- ART・生殖医療センター
- 小児科 - 1959年（昭和34年）2月3日新設
- 耳鼻咽喉科 - 1950年（昭和25年）3月1日新設
- 眼科 - 1948年（昭和23年）10月2日新設
- 皮膚科 - 1959年（昭和34年）2月3日新設
- 泌尿器科 - 1959年（昭和34年）2月3日新設
- 麻酔科 - 1985年（昭和60年）7月1日新設
- 脳神経外科 - 1986年（昭和61年）11月5日新設
- 放射線科 - 1967年（昭和42年）12月1日新設
- 神経内科 - 1992年（平成4年）2月26日新設
- 歯科口腔外科 - 歯科は1962年（昭和37年）2月1日新設、2001年（平成13年）1月1日に歯科口腔外科に変更
- 病理診断科
- 臨床検査科 - 1996年（平成8年）1月1日新設
- 精神科（診察は入院患者のみ）[5] - 1992年（平成4年）2月26日新設

## 診療部門
- 看護部
- リハビリテーション課
- 放射線課
- 検査課
- 管理栄養課
- CE課
- 薬剤部
- 医療連携室
- 医療相談室

## 交通アクセス
- JR東海紀勢本線・近鉄山田線 松阪駅北口より徒歩約5分
- 鈴の音バス・黒部東コミュニティバス・機殿朝見コミュニティバス 「済生会病院前」停留所下車